# Gouverneurswahl in Texas 2018
Die Gouverneurswahl in Texas 2018 fanden am 6. November 2018 statt, um den Gouverneur von Texas zu wählen, zeitgleich mit der Wahl des texanischen Senatssitzes der Klasse I sowie anderen Kongress-, Staats- und Kommunalwahlen in den Vereinigten Staaten und Texas. Der amtierende republikanische Gouverneur Greg Abbott wurde erfolgreich für eine zweite Amtszeit wiedergewählt und setzte sich dabei gegen die demokratische Kandidatin Lupe Valdez, den ehemaligen County Sheriff von Dallas County, und den libertären Kandidaten Mark Tippetts, ein ehemaliges Mitglied des Stadtrats von Lago Vista, durch. Valdez konnte den höchsten Stimmenanteil für einen demokratischen Gouverneurskandidaten, seit Ann Richards im Jahr 1994 erreichen.
Valdez’ Nominierung machte sie zur ersten offen homosexuellen und zur ersten hispanischen Person, die von einer großen Partei in Texas für das Amt des Gouverneurs nominiert wurde.

## Vorwahlen
Wie bei vielen Wahlen in den USA üblich, bestimmten die Wähler zunächst im Rahmen einer Vorwahl (Primary) jenen Kandidaten, der bei der eigentlichen Wahl als einziger für seine jeweilige Partei gegen die Kandidaten der anderen Parteien antrat.

### Demokratische Partei
Kandidaten bei der Vorwahl der Demokratischen Partei waren:
- Lupe Valdez, ehemaliger Sheriff von Dallas County
- James Jolly Clark, Geschäftsmann
- Cedric Davis, ehemaliger Bürgermeister von Balch Springs
- Joe Mumbach, Geschäftsmann
- Adrian Ocegueda, Finanzanalyst
- Jeffrey Payne, Geschäftsmann und Internationaler Mr. Leather 2009
- Demetria Smith, Hypothekenmaklerin
- Tom Wakely, Hospizseelsorger
- Andrew White, Unternehmer und Sohn von Gouverneur Mark White
- Grady Yarbrough, Erzieher im Ruhestand

### Republikanische Partei
Kandidaten bei der Vorwahl der Republikanischen Partei waren:
- Greg Abbott, amtierender Gouverneur
- Larry Kilgore, texanischer Sezessionsaktivist
- Barbara Krueger, Lehrerin im Ruhestand

## Wahlergebnisse

### Vorwahl der Demokraten
| Kandidaten                                                                          | Parteien             | 1. Wahlgang | 1. Wahlgang | 2. Wahlgang | 2. Wahlgang |
| Kandidaten                                                                          | Parteien             | Stimmen     | %           | Stimmen     | %           |
| ----------------------------------------------------------------------------------- | -------------------- | ----------- | ----------- | ----------- | ----------- |
| Lupe Valdez                                                                         | Demokratische Partei | 436.666     | 42,9        | 230.467     | 53,3        |
| Andrew White                                                                        | Demokratische Partei | 278.708     | 27,4        | 201.713     | 46,7        |
| Cedric Davis Sr.                                                                    | Demokratische Partei | 83.938      | 8,2         |             |             |
| Grady Yarbrough                                                                     | Demokratische Partei | 54.660      | 5,4         |             |             |
| Jeffrey Payne                                                                       | Demokratische Partei | 48.407      | 4,8         |             |             |
| Adrian Ocegueda                                                                     | Demokratische Partei | 44.825      | 4,4         |             |             |
| Tom Wakely                                                                          | Demokratische Partei | 34.889      | 3,4         |             |             |
| James Clark                                                                         | Demokratische Partei | 21.945      | 2,2         |             |             |
| Joe Mumbach                                                                         | Demokratische Partei | 13.921      | 1,4         |             |             |
| Gesamt                                                                              | Gesamt               | 1.017.959   | 100         | 432.180     | 100         |
|                                                                                     |                      |             |             |             |             |
| Quellen: Office of the Secretary of State, 1. Wahlgang – Texas Tribune, 2. Wahlgang |                      |             |             |             |             |

### Vorwahl der Republikaner
| Kandidaten                               | Parteien               | Stimmen   | %    |
| ---------------------------------------- | ---------------------- | --------- | ---- |
| Greg Abbott                              | Republikanische Partei | 1.392.310 | 90,4 |
| Barbara Krueger                          | Republikanische Partei | 127.549   | 8,3  |
| Larry Kilgore                            | Republikanische Partei | 20.504    | 1,3  |
| Gesamt                                   | Gesamt                 | 1.540.363 | 100  |
|                                          |                        |           |      |
| Quelle: Office of the Secretary of State |                        |           |      |

### Gouverneurswahl
| Kandidaten                                                              | Kandidaten        | Parteien               | Stimmen    | %    | +/-  |
| ----------------------------------------------------------------------- | ----------------- | ---------------------- | ---------- | ---- | ---- |
|                                                                         | Greg Abbott       | Republikanische Partei | 4.656.196  | 55,8 | −3,5 |
|                                                                         | Lupe Valdez       | Demokratische Partei   | 3.546.615  | 42,5 | +3,6 |
|                                                                         | Mark Tippetts     | Libertäre Partei       | 140.632    | 1,7  |      |
| Gesamt                                                                  | Gesamt            | Gesamt                 | 8.343.443  | 100  |      |
|                                                                         |                   |                        |            |      |      |
| Ungültige Stimmen                                                       | Ungültige Stimmen | Ungültige Stimmen      | 28.212     | 0,3  |      |
| Wähler                                                                  | Wähler            | Wähler                 | 8.371.655  | 53,0 |      |
| Wahlberechtigte                                                         | Wahlberechtigte   | Wahlberechtigte        | 15.793.257 |      |      |
|                                                                         |                   |                        |            |      |      |
| Quellen: Office of the Secretary of State, Kandidaten – Wahlbeteiligung |                   |                        |            |      |      |